# جوزيبي مونتي
جوزيبي مونتي (بالإنجليزية: Giuseppe Monti) (و. 1682 – 1760 م) هو عالم نبات، وإحاثي، ولد في بولونيا، توفي في بولونيا، عن عمر يناهز 78 عاماً.